# Studentrevolten i Finland
Studentrevolten i Finland under åren kring decennieskiftet 1970 var en utlöpare av en internationell rörelse som uppstått 1964 vid University of California, Berkeley,och som snabbt spritt sig över USA och till den europeiska kontinenten, där den tagit sig våldsamma former särskilt i Frankrike och även i Västtyskland. Protesterna hade uppstått närmast som en reaktion mot Vietnamkriget. 
Studenterna i Finland demonstrerade 1967 mot Vietnamkriget, men det fanns även strukturella orsaker till missnöjet på hemmaplan. Den främsta var att antalet studenter vid Finlands högskolor hade tredubblats under 1960-talet, vilket medförde att en akademisk examen inte längre så som tidigare mer eller mindre automatiskt innebar upptagning i samhällseliten. Protesterna var starkast bland dem som kände den största osäkerheten med tanke på sin framtida utkomst, främst samhällsvetare och humanister. 

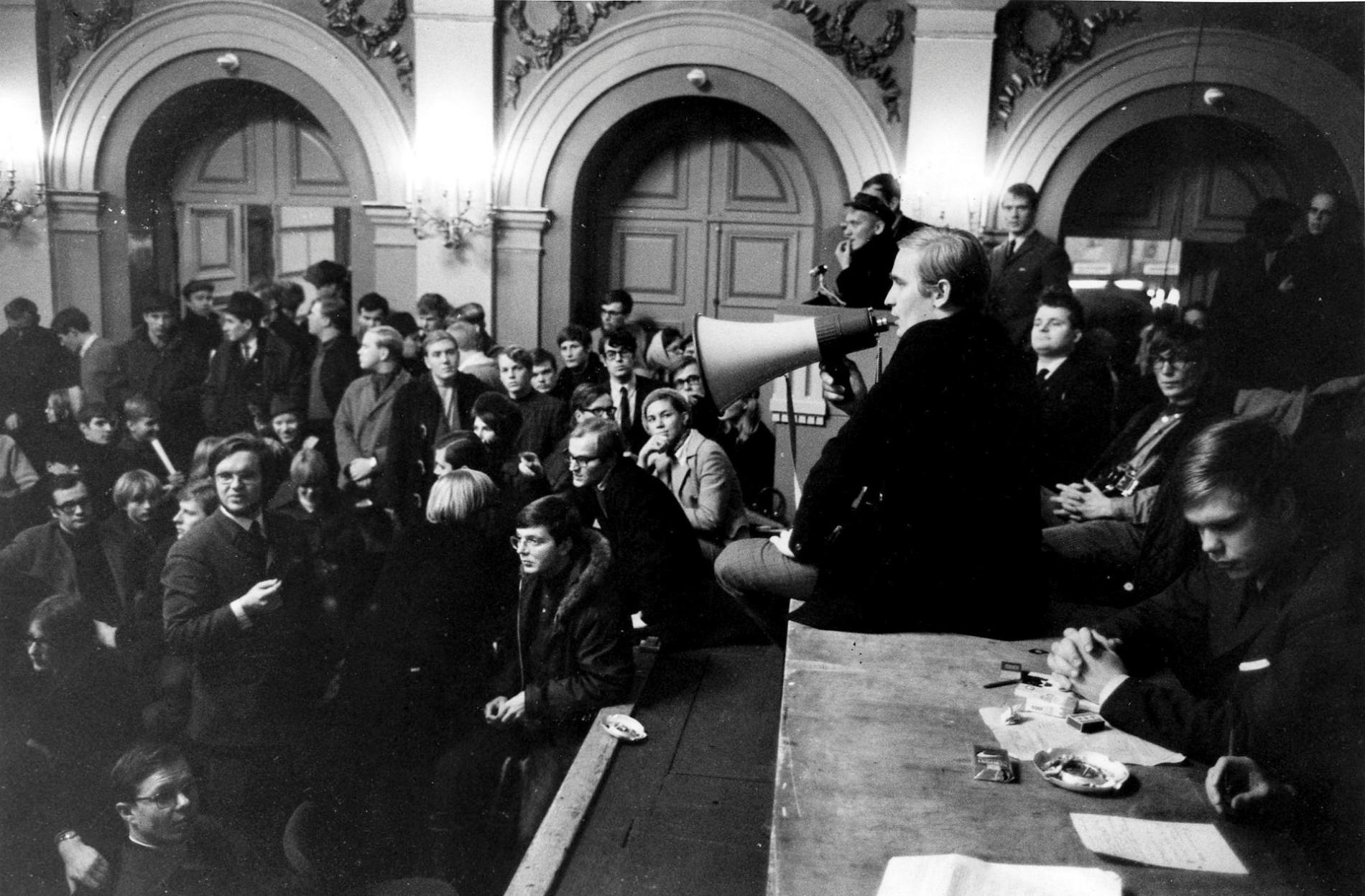
Gamla studenthuset ockuperad.

Ockupationen av Gamla studenthuset i Helsingfors på kvällen den 25 november 1968 kan närmast betecknas som en symbolisk handling. Åtskilliga av dem som var med om aktionen uppnådde sedermera höga eller bemärkta positioner i samhället. Den omedelbara anledningen var att studenthuset denna dag skulle upplåtas till en akademisk festpublik för firandet av studentkårens hundraårsjubileum under sedvanligt solenna former. Detta väckte anstöt bland studenterna, som i den radikaliserade atmosfären inte hade mycket till övers för akademiska traditioner. Festen fick flyttas till Helsingfors konservatoriums konsertsal, där republikens president Urho Kekkonen som höll festtalet uttalade sin sympati för ockupanterna. Ockupationen pågick under fredliga former i endast ett drygt dygn och fick egentligen ingen fortsättning, om man undantar en stor föreläsningsstrejk i februari 1970. Därefter avtog protesterna märkbart. Från universitetsmyndigheternas sida bemödade man sig om att föra en dialog med studenterna, främst för att undvika skadegörelse och våld av det slag som hade förekommit på andra håll i Europa. 
En gren av den till en början tämligen liberala studentradikalismen förvandlades till en marxistisk-leninistisk rörelse vars medlemmar anslöt sig till Finlands kommunistiska partis minoritetsflygel (taistoiterna). Detta ledde till att studenternas front splittrades; då den radikala flygeln våren 1973 utlyste en strejk, blev uppslutningen avsevärt mindre än vid tidigare aktioner. 
Studenterna krävde en demokratisering av högskolornas förvaltning. Högljudda yrkanden på "en man, en röst", det vill säga lika rösträtt för såväl professorer och annan personal som studenter i val inom högskoleförvaltningen, vilket hade ställt universiteten under studenternas kontroll, framfördes under dessa år energiskt från radikalt studenthåll. De vann understöd hos undervisningsminister Johannes Virolainen, som i december 1969 framlade ett lagförslag i denna riktning i Finlands riksdag. Lagen hade utarbetats av en kommitté under ledning av Jaakko Numminen, hög tjänsteman vid undervisningsministeriet. Det röstades dock våren 1970 över nyval genom en obstruktionsdebatt där universitetsfolk försåg likasinnade riksdagsmän med tal. Efter en maratondiskussion som pågick under tio dagar var den 1966 valda riksdagen till ända, och propositionen förföll, trots att den understöddes av de tre stora partierna i den så kallade folkfrontsregeringen. Svenska folkpartiet, Samlingspartiet och Liberala folkpartiet intog däremot en avvisande hållning. 
Ett i stort sett likalydande lagförslag förbereddes även av följande regering, men det hann aldrig föreläggas riksdagen på grund av att denna upplöstes. Det politiska etablissemanget – såväl Centern som socialdemokraterna och Demokratiska förbundet för Finlands folk understödde i princip kravet på en man, en röst – fortsatte sina ansträngningar, men det hela rann slutligen ut i sanden 1973 sedan undervisningsminister Ulf Sundqvist dragit tillbaka sitt eget lagförslag efter att riksdagen företagit flera ändringar i det.